# Neosciomyza anhecta
Neosciomyza anhecta is een vliegensoort uit de familie van de Helosciomyzidae. De wetenschappelijke naam van de soort is voor het eerst geldig gepubliceerd in 1979 door Steyskal als Helosciomyza anhecta.. De soort is in 1981 door Barnes ingedeeld bij het geslacht Neosciomyza.